# Alojz Knafelc
Alojz Knafelc (Šmihel, 1859. június 23. – Ljubljana, 1937. április 26.) szlovén térképész és hegymászó, a szlovén hegyi jelzés szerkesztője.

## Életrajz
Gimnáziumi végzettsége után tanárként dolgozott, majd mint rajzoló együttműködött a vasúti összeköttetés építésében Hrpelje és Kozina között. Fő megbízása a különböző jelek és táblák rajzolása volt. Miután átköltözött Villachba, 1900-ban a Szlovéniai Hegymászó Szövetség (SPD) gaili részlegének alapítói között volt. 1906 és 1915 között Triesztben dolgozott, majd nyugdíjáig 1922-ben Csehországban és Zágrábban. 1922-ben az SPD jelzési osztályának főnöke lett. 1923-ban befestette az Aljaž tornyot. A Planinski vestnik újságban megírta az utasításokat hogyan kell az utakat megjelölni és hogyan kell jeleket készíteni, majd 1924-ben írásai megjelentek külön kiadásban. Knafelc jellistája 1936-ban már 466 jelet foglalt magába. 1928-tól haláláig a Triglav melletti hegyi ház (Koča pri Triglavskih jezerih) gondozója volt, amely fel is van tüntetve egy emléktáblán a hegyen levő egyik sziklán. Több térképet rajzolt meg, többek között a Júliai-Alpokról, a Kamniki-Alpokról, Bledről és Rožról.
A Knafelc-féle jelzés fehér pont, ami piros gyűrűvel van körülvéve. Mérete 8 és 10 cm között van, miközben a piros és a fehér pont közti különbség 1:2 kell, hogy legyen. A szlovén hegyi utak többségénél használják, kivéve az E6 és E7 európai gyalogosutaknál. A valamikori Jugoszlávia többi területein is gyakran rátalálhatunk. A szlovén 2007 évi hegyi utakról szóló törvény pontosan definiálja. Knafelc után nevezik a Knafelc-diplomát, melyet 1960 óta osztanak jeles hegymászóknak. A Szlovén Posta bélyeget adott ki 150 éves születésnapjára.

## Térképek
- Júliai-Alpok (1910, 1923, 1936, 1939, 1963) COBISS
- Trieszt környéke (1912) COBISS
- A Szerb-Horvát-Szlovén Királyság vasúttérképe (1924) COBISS
- Útjelzési kézikönyv (1924) COBISS
- Karavankák (1930, 1937) COBISS
- Zasavje (1937) COBISS

## Galéria

Knafelc-féle jelzés
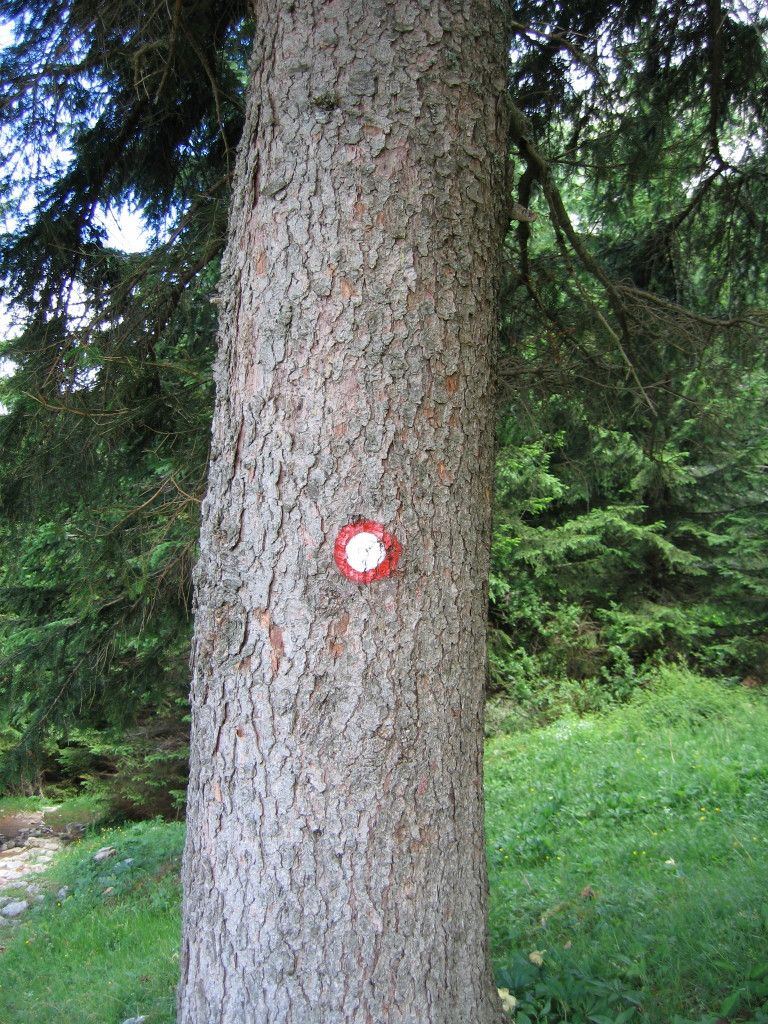
Knafelc-jelzés egy fán
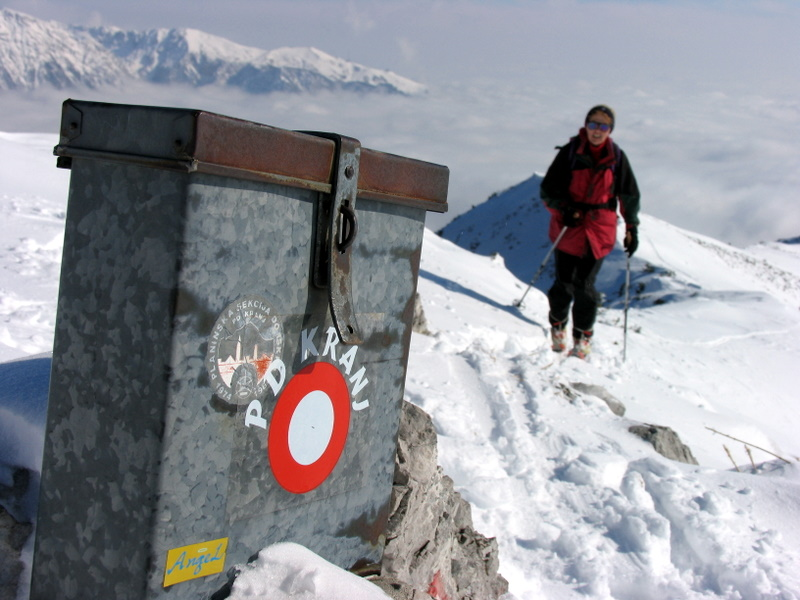
Knafelc-jelzés egy dobozon mely a hegyi naplót tartalmazza
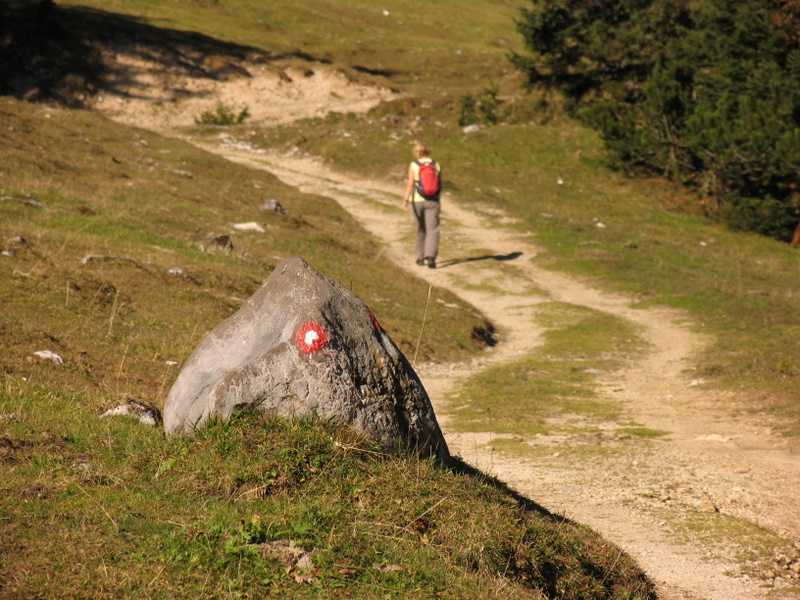
Knafelc-jelzés egy sziklán